# Dostępność biologiczna
Dostępność biologiczna, biodostępność – część substancji czynnej, która z podanej dawki dostaje się do krążenia ogólnego oraz szybkość wchłaniania tej substancji. Biodostępność leku w przypadku podania donaczyniowego (dożylnego) wynosi 100%. Przy podaniu w inny sposób, na przykład doustnie, jest zawsze niższa.
Dostępność biologiczna określa szybkość i stopień wchłaniania substancji leczniczej z preparatu farmaceutycznego i charakteryzują ją parametry farmakokinetyczne:
- AUC (area under the curve) – pole pod krzywą zależności stężenia leku we krwi od czasu. Parametr ten informuje o całkowitej ilości leku, jaka została wchłonięta do organizmu.
- {\displaystyle C_{max}} – maksymalne stężenie leku we krwi
- {\displaystyle t_{max}} – czas mijający od podania leku do osiągnięcia we krwi maksymalnego stężenia substancji aktywnej.

Przyczyną obserwowanych różnic między stężeniem leku we krwi po podaniu go drogą dożylną i pozanaczyniową są między innymi:
- niecałkowite wchłanianie leku z przewodu pokarmowego, skóry, błon śluzowych
- metabolizm lub rozkład leku szybszy od wchłaniania
- efekt pierwszego przejścia przez wątrobę.

Dostępność biologiczna stanowi jeden z najważniejszych parametrów, charakteryzujących jakość preparatu farmaceutycznego. Porównawcze badanie dostępności biologicznej (to znaczy badanie równoważności biologicznej) może być niezbędnym etapem badań wykonywanych przed wprowadzeniem na rynek leku generycznego.

## Biodostępność bezwzględna (całkowita)
Jest to stosunek biodostępności leku po podaniu pozanaczyniowym do biodostępności tego leku po podaniu dożylnym. Wyraża się ją jako procent lub ułamek dawki leku wchłonięty do krwiobiegu po podaniu pozanaczyniowym i oblicza według wzoru:
{\displaystyle F_{A}={\frac {[AUC]_{P}/D_{P}}{[AUC]_{IV}/D_{IV}}}}
czyli:
{\displaystyle F_{A}={\frac {[AUC]_{P}\cdot D_{IV}}{[AUC]_{IV}\cdot D_{P}}}}

## Biodostępność względna
To stosunek biodostępności dwóch leków, zawierających tę samą substancję leczniczą i podawanych drogą pozanaczyniową. Wyznaczanie biodostępności względnej jest użyteczne w porównywaniu dwóch preparatów o identycznym składzie i stanowi cel badań biorównoważności. Biodostępność względną, czyli stosunek dostępności leku {\displaystyle A} do dostępności leku {\displaystyle B,} definiuje się wzorem:
{\displaystyle F_{R}={\frac {[AUC]_{A}\cdot D_{B}}{[AUC]_{B}\cdot D_{A}}}}

## Czynniki wpływające na biodostępność
Największy wpływ na biodostępność leków ma dostępność farmaceutyczna, czyli stopień i szybkość uwalniania się substancji czynnej z danej postaci leku. Sporządzenie leku zawierającego daną substancję aktywną w tej samej ilości, lecz w innej postaci (czopka, tabletki, maści) może powodować zmiany w dostępności biologicznej tej substancji leczniczej.
Ważne są też właściwości samej substancji, w tym jej rozpuszczalność w płynach ustrojowych oraz przenikalność przez błony biologiczne.
Dostępność biologiczna może być modyfikowana przez czynniki wewnętrzne (pochodzące z organizmu) i zewnętrzne (pochodzące ze środowiska). Wpływ ten jest różny, w zależności od drogi podania leku. Najbardziej zmienna jest biodostępność leków podawanych doustnie. Pożywienie przyjmowane razem z lekiem może i często wpływa na dostępność biologiczną wielu substancji. Na przykład witaminy A, D, E i K, albendazol, amitryptylina, a prawdopodobnie także część benzodiazepin, są wchłaniane lepiej w przypadku równoczesnego spożycia tłuszczu. Nasilone wchłanianie leku może niekiedy zwiększać ryzyko wystąpienia działań niepożądanych, które rośnie przy wyższych stężeniach każdej substancji we krwi.
Obserwuje się również duże różnice w biodostępności tego samego preparatu u różnych osób. Może to wynikać z genetycznie uwarunkowanej zdolności wchłaniania różnych substancji z przewodu pokarmowego oraz ze współistniejących chorób. Na przykład lek podany choremu z zespołem złego wchłaniania osiągnie w jego krwi mniejsze stężenie, niż gdyby ten sam lek został podany osobie zdrowej.